# Viện Thống kê Quốc gia (Ý)
Viện Thống kê Ý (Istituto Nazionale di Statistica - Istat) là một tổ chức nghiên cứu thống kê quốc gia của chính phủ Ý trong các lĩnh vực tổng điều tra dân số, công nghiệp, dịch vụ và nông nghiệp, gia đình và kinh tế quốc dân.

## Các đời chủ tịch
- Alberto Canaletti Gaudenti (1945 - 1949)
- Lanfranco Maroi (1949 - 1961)
- Giuseppe De Meo (1961 - 1980)
- Guido Maria Rey (1980 - 1989)
- Guido Maria Rey (1989 - 1993)
- Alberto Zuliani (1993 - 2001)
- Luigi Biggeri (2001 - 2009)
- Enrico Giovannini (2009 -)[1]